# Liste der Bodendenkmale in Sehlde
In der Liste der Bodendenkmale in Sehlde sind die Bodendenkmale der niedersächsischen Gemeinde Sehlde aufgeführt. Die Quelle ist der Denkmalatlas Niedersachsen.
- Diese Liste erhebt keinen Anspruch auf Vollständigkeit.
- Die Angaben ersetzen nicht die rechtsverbindliche Auskunft der zuständigen Denkmalschutzbehörde.
- Es sind nur Daten aus dem Denkmalatlas verarbeitet.
- Der Stand der Liste ist der 8. Juni 2025.

Sehlde im Landkreis Wolfenbüttel

## Allgemein
In den Spalten finden sich folgende Informationen des Bodendenkmales:
| Lage         | geographische Koordinaten                                                           |
| Bezeichnung  | Bezeichnung lt. Denkmalatlas                                                        |
| Beschreibung | Beschreibung lt. Denkmalatlas                                                       |
| ID           | Objekt-ID                                                                           |
| Bild         | Bild, ggf. zusätzlich mit Link zu weiteren Fotos im Medienarchiv Wikimedia Commons. |

## Sehlde
| Lage                        | Bezeichnung                       | Beschreibung                                        | ID       | Bild |
| --------------------------- | --------------------------------- | --------------------------------------------------- | -------- | ---- |
| 52° 1′ 40″ N, 10° 16′ 11″ O | Sehlde 1, Kreuzstein (Tillystein) | Ca. 1,70 m hoch und 0,54 m breit; stark verwittert. | 28949333 | BW   |